# Indotrella angusta
Indotrella angusta är en insektsart som beskrevs av Andrej Vasiljevitj Gorochov 2003. Indotrella angusta ingår i släktet Indotrella och familjen syrsor. Inga underarter finns listade i Catalogue of Life.